# Paola Minaccioni
Paola Minaccioni, née le 25 septembre 1971 à Rome (Italie), est une actrice, animatrice de télévision et humoriste italienne.

## Filmographie partielle

### Au cinéma
- 2005 : Cuore sacro de Ferzan Özpetek
- 2009 : Ex de Fausto Brizzi
- 2010 : Le Premier qui l'a dit (Mine vaganti) de Ferzan Özpetek
- 2012 : Reality de Matteo Garrone
- 2014 : Allacciate le cinture de Ferzan Özpetek
- 2018 : Benedetta follia de Carlo Verdone

## À la télévision
- 2007 : Un medico in famiglia 5
- 2009 : Un medico in famiglia 6
- 2011 : Un medico in famiglia 7
- 2022 : Le fate ignoranti - La serie

## Au théâtre
- 1995-1996 : La Cerisaie